# ドリン・ゴヤン
ドリン・ニコラエ・ゴヤン（Dorin Nicolae Goian, 1980年12月12日 - ）は、ルーマニア・スチャヴァ出身の元サッカー選手、現サッカー指導者。元ルーマニア代表。現役時代のポジションはDF（センターバック）。

## 経歴

### 初期
フォレスタ・スチャヴァ
1997年に地元スチャヴァ県のフォレスタ・スチャヴァと契約し、同クラブのセカンドチームでキャリアを開始した。2年後にトップチームへ昇格し、2000年のFCグロリア・プログレスル・ビストリツァ戦 (2-0) において、20歳でディヴィジアAでの初出場を飾ると無失点に抑えた。同年には数ヶ月間を期限付き移籍の形でFCグロリア・ブザウにて過ごした。2000-01シーズン終了後にフォレスタ・スチャヴァはディヴィジアBに降格し、以後在籍中に昇格することはなかった。リーガ2での2001-02シーズンは、最終的にリーグ10位で終えて昇格を果たせなかったが、個人としてはシーズン半ばにリーガ1のFCチャフラウル・ピャトラ・ニャムツへ引き抜かれている。
チャフラウル
2003-04シーズン終了後、フォレスタ時代と同様にクラブはディヴィジアBへ降格した。しかし、同シーズン途中でリーガ1のFCMバカウと契約した。チャフラウルでの約2シーズンで45試合2得点を記録した。
バカウ
2003年にFCMバカウに入団し、26試合2得点を記録した。ここでのプレーがルーマニア代表招集へ繋がり、また翌2004-05シーズン途中までのプレーからFCステアウア・ブカレストの関心を集めた。

### ステアウア・ブカレスト

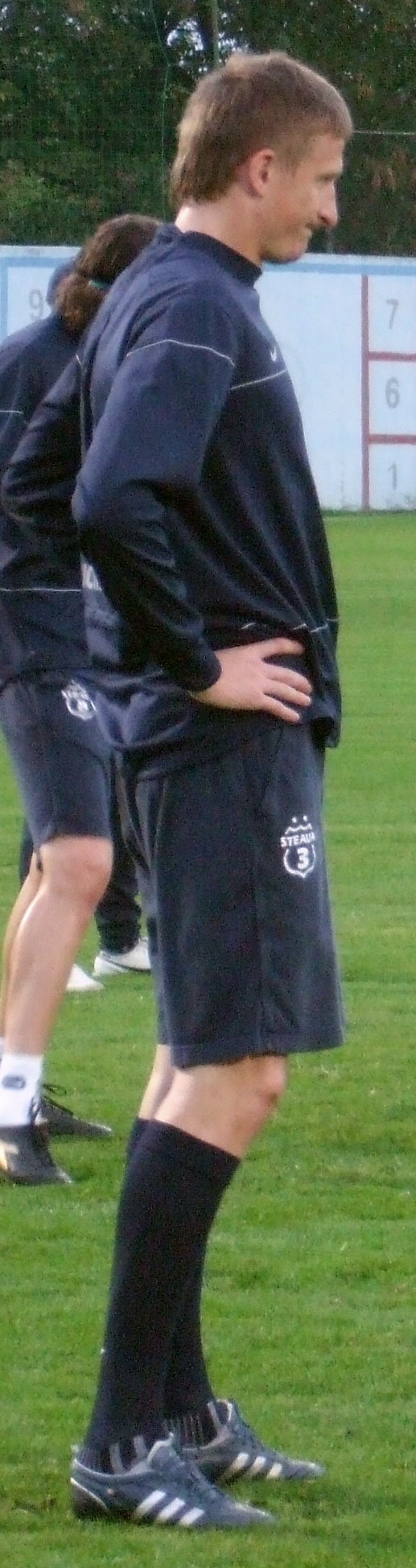
FCステアウア・ブカレストで練習するゴヤン

2005年3月4日にFCステアウア・ブカレストと5年契約で合意。後日に行われたバカウの会長ゲオルゲ・キヴォルキアンとステアウア側との5時間に及ぶ交渉の末に移籍金は10万ユーロで決定し、2007年に100万ユーロが追加された。2004-05シーズンは終盤戦での加入もあり4試合の出場だったが次第にチームに不可欠な選手となり、UEFAカップ2005-061回戦のヴォレレンガ・フォトバル戦でヘディングシュートで初得点を挙げると、その後の同大会グループリーグでRCランス戦、ハルムスタッズBK戦、決勝トーナメント1回戦のSCヘーレンフェーン戦において得点してチーム内得点王になった。また準決勝のミドルスブラFC戦では本拠地で1-0と勝利し、敵地において自身の得点もあって開始25分まで2-0としていたが、試合終了間際の89分に失点し2-4で敗退した。
UEFAチャンピオンズリーグ 2007-08では、予選のザグウェンビェ・ルビン戦とBATEボリソフ戦で得点して本戦出場に貢献し、SKスラヴィア・プラハ戦でも得点したが、1-2で敗戦した。2007年10月24日のセビージャFC戦において、ニコラエ・ディカの欠場によりキャプテンを務めた。同2007-08シーズンには様々なクラブから注目をされることになった。2007年6月にエヴァートンFCとボルシア・ドルトムントから関心を寄せられ、移籍金の高さからドルトムントはユヴェントスFCよりロベルト・コヴァチを獲得したことで撤退したが、その後もVfBシュトゥットガルト、マンチェスター・ユナイテッドFC、マンチェスター・シティFCが関心を寄せていると報じられた。
2008年7月1日、ジジ・ベカリ会長に移籍を直訴した。サンダーランドAFCとFCディナモ・キーウからオファーが届き、前者への移籍間近まで迫ったものの、交渉はまとまらず破談となった。結局ステアウアに残留し2008-09シーズンに臨むと、2009年5月2日のFCオツェルル・ガラツィ戦 (5-0) において、ペナルティーキックでシーズン初得点を挙げた。2009年4月4日のFCグロリア・プログレスル・ビストリツァ戦では試合前にソリン・ギオネアが負傷すると、マリウス・ラカトゥシュ監督から主将に任命される。古参選手であるペトレ・マリンの存在や、シーズン前の直訴を受けベカリ会長からいかなる状況でもレギュラーになることはないと伝達されていたにもかかわらず、チームの信頼は厚くUEFAヨーロッパリーグ 2009-10のマザーウェルFC戦 (3-0) でも主将を務めた。同試合でスティーヴン・クレイガンのオウンゴールを誘発するヘディングシュートを放つが、一方でペナルティーキックを失敗しベカリ会長から批判された。

### パレルモ

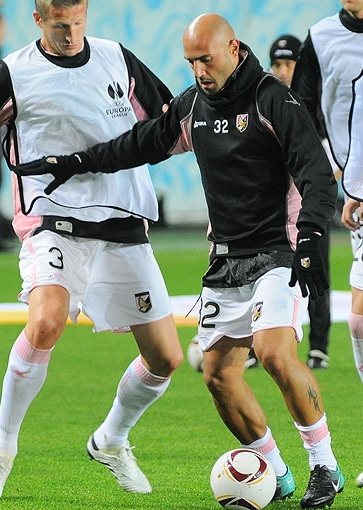
UEFAヨーロッパリーグ 2010-11のCSKAモスクワ戦を前にして練習するゴヤン (左) とマッシモ・マッカローネ (右)

2009年8月6日に移籍金200万ユーロ・年俸55万ユーロでセリエAのUSチッタ・ディ・パレルモへ移籍し、かつてステアウアで師事したワルテル・ゼンガ監督と再会した。2009-10シーズン前に行われたのRCDマヨルカとの親善試合 (2-0) で初出場を飾り、9月23日のASローマ戦 (3-3) でリーグ戦デビューをフル出場で飾った。
シモン・ケアーとチェーザレ・ボヴォの存在や、2010年4月3日のカルチョ・カターニアとのデルビー・ディ・シチリア (0-2) においてマキシ・ロペスに悠々と突破されて全失点に絡んだことで、主に控えとしてプレーした。2010-11シーズン開幕前にケアーがVfLヴォルフスブルクへ移籍したが、自身は相次ぐ負傷に見舞われ定位置を確保出来なかった。完治後はボヴォとエセキエル・ムニョスの控えにまわりながらも、2011年3月20日のACミラン戦 (1-0) において首位を走る相手に加入後初得点にして決勝点を挙げた。

### レンジャーズ

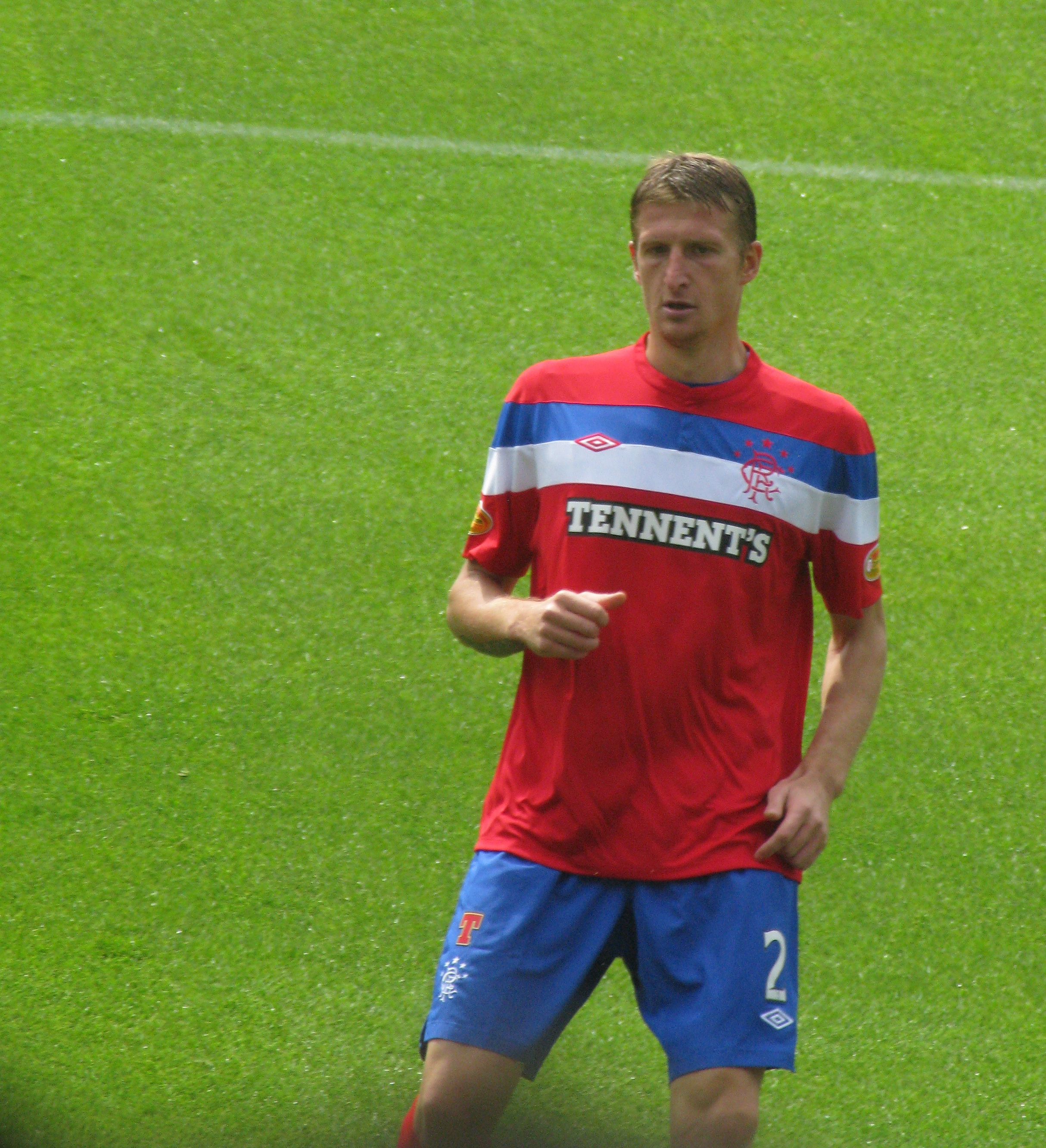
レンジャーズFCでウォーミングアップをするゴヤン

2011年7月25日に推定移籍金85万ユーロでスコティッシュ・プレミアリーグのレンジャーズFCと3年契約を締結。29日に労働許可証が付与されて正式な一員となったが、この遅れにより当初はUEFAチャンピオンズリーグ 2011-12予選でプレー出来ないと判断された。その後UEFAへの訴えからマルメFF戦でのプレーが認可されているが、ハムストリングの負傷で欠場した。30日のセント・ジョンストンFC戦で初出場を飾り、以来定位置を確保した。自身初のオールドファームとなった9月18日のセルティックFC戦 (4-2) で見せたプレー等でファンの人気を集め、カルロス・ボカネグラとの強固な守備を形成した。9月21日にスコティッシュリーグカップのフォルカークFC戦で初得点を挙げた。
2012年6月にクラブが破産したことで選手の契約ごとチャールズ・グリーンのコンソーシアムに買収され消滅は免れた。当初は残留を表明していたものの、4部への降格処分となったことで、クラブで最初に退団を申し出た。しかし、スコティッシュ・チャレンジカップのブレチン・シティFC戦 (2-1) に出場したように最終的に残留してボカネグラと共に最終ラインを守っており、試合後に他クラブからのオファーがあったにもかかわらず自身の将来をレンジャーズに委ねたと語った。
2012-13シーズン終了後、近い将来にイングランドでプレーすることを希望していることを表明した。最終的にボカネグラと共に放出され、2シーズンの間で30試合1得点を記録したレンジャーズを退団した。放出が決定した際にゴヤンの代理人は、ヘラルド紙にゴヤンが年俸43万ポンド (50万ユーロ) を受け取っていたことを明かした。

### スペツィア
2012年8月21日にセリエBのスペツィア・カルチョへレンタル移籍した。契約が決定した際にはレンジャーズへの復帰を誓った。
スペツィアとのサインから4日後のヴィチェンツァ・カルチョ戦 (2-1) で初出場を飾ると、以降はレギュラーとしてプレーした。しかし、11月17日のSSユーヴェ・スタビア戦 (2-3) で審判に圧力を掛けたとしてリーグの規律委員会から4試合の出場停止処分が下された。これに対しクラブのスポーツディレクターから失望したことを伝えられると、自身は早期に契約を打ち切り2013年1月にレンジャーズに復帰する可能性があることをメディアに示唆した。出場停止解除後の12月23日のカルチョ・パドヴァ戦 (2-3) でヘディングで初得点を挙げた。ミケーレ・セレーナ監督はスコットランドへの早期復帰を否定したが、シーズン後半戦に突入すると他の選手にポジションを明け渡していった。2013年4月6日のUSグロッセート戦 (2-1) でリーグ2得点目を挙げた。

### アステラス・トリポリス
レンジャーズを退団後、ギリシャ・スーパーリーグのアステラス・トリポリスFCと2年契約で合意したと報じられ、2013年7月21日に正式に入団が決定しファンに花束で出迎えられた。それから1ヶ月後の8月18日にPASヤニナFC戦 (3-3)で初出場を飾った。

## 代表経歴

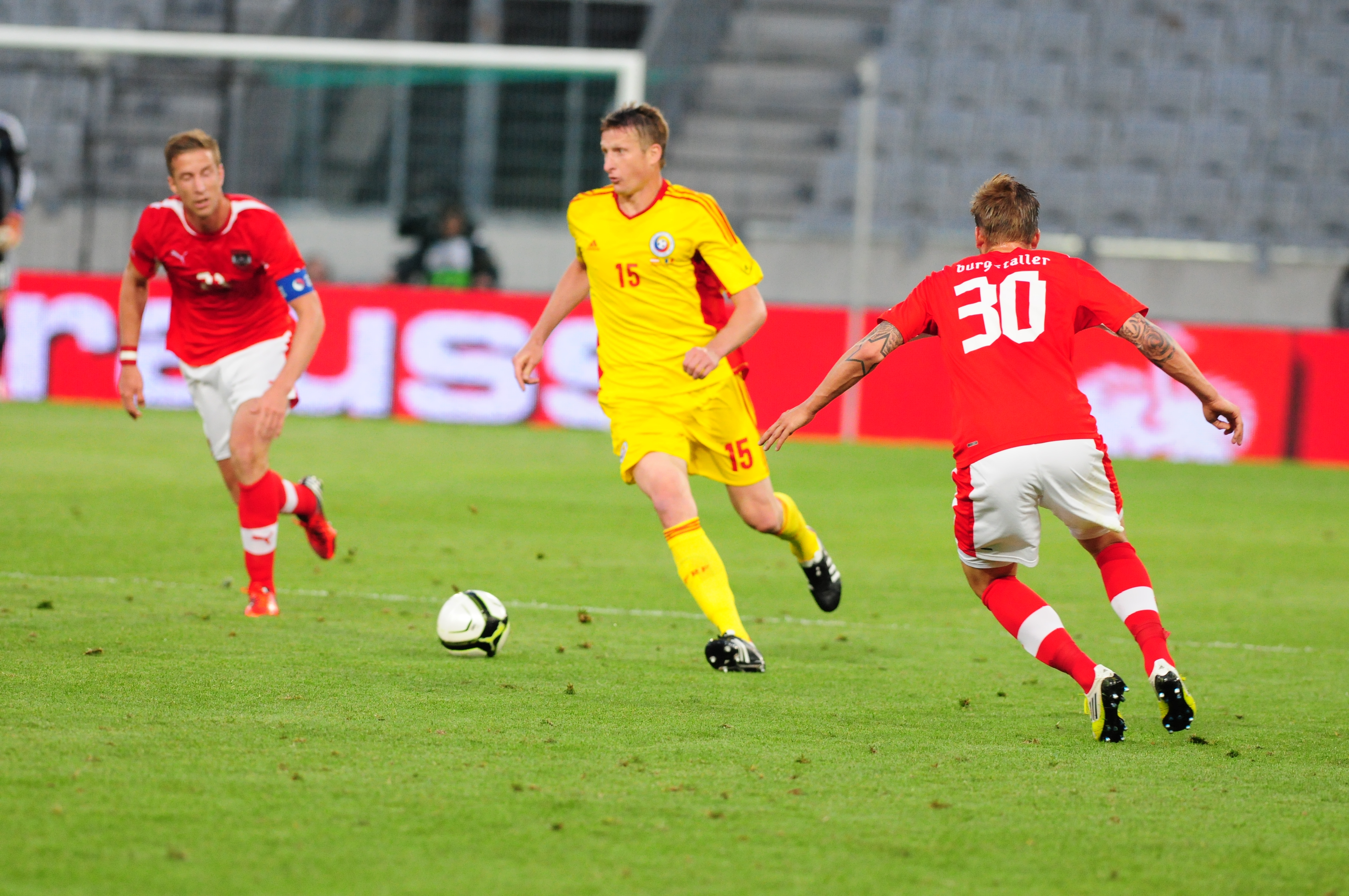
オーストリア戦でのゴヤン (2012年6月5日)

2005年11月16日にヴィクトル・ピツルカ監督の下でナイジェリアとの親善試合で代表デビュー。翌年から定期的に招集され、EURO2008予選ではガブリエル・タマシュとコンビを組んだ。首位通過での本大会進出に貢献し、同予選のベラルーシ戦での初ゴールと2007年10月14日のオランダ戦 (1-0) での決勝点の2得点を挙げた。本大会出場の結果を受けて、2008年3月25日にトラヤン・バセスク大統領からMedalia Meritul Sportiv（スポーツ功労メダル）を授与された。
EURO2008本戦のメンバーにも選出され、2008年6月9日にチューリッヒでのフランス戦に出場する。同試合でゴヤンはニコラ・アネルカとカリム・ベンゼマを抑え、スコアレスドローで勝ち点を得ることに貢献した。なお、この試合が代表出場20試合目であった。2戦目のイタリア戦 (1-1) でも引き分けたが、2試合連続でイエローカードを貰ったため、累積出場停止で3戦目のオランダ戦 (0-2) には出場できず、チームは敗戦と共に敗退した。

## 指導者経歴
2017年11月13日、リーガ3のCSMブコヴィナ・ラダウツィに指揮官として招聘された。

## 人物
兄弟のリヴュ (Liviu)、ゲオルゲ (Gheorghe)、ルチアンのそれぞれがプロサッカー選手であり、ルチアンは過去にリーガ1の名門FCディナモ・ブカレストでプレーした。
ゴヤンを見出したマリン・バルブは、出会った当初その巨漢からガリバーと見紛ったという。また、純真かつ勤勉で他の子供たちのお手本だったと評している。
既婚者であり、2006年10月に娘が誕生し、2017年1月には息子が誕生している。

## 個人成績

### クラブでの出場記録
出典:
| クラブ                   | シーズン  | 国内リーグ                          | 国内リーグ | 国内リーグ | 国内カップ | 国内カップ | 欧州カップ | 欧州カップ | 合計 | 合計 |
| クラブ                   | シーズン  | 所属リーグ                          | 出場       | 得点       | 出場       | 得点       | 出場       | 得点       | 出場 | 得点 |
| ------------------------ | --------- | ----------------------------------- | ---------- | ---------- | ---------- | ---------- | ---------- | ---------- | ---- | ---- |
| フォレスタ・スチャヴァII | 1997-98   | ディヴィジアB                       | 14         | 0          | 0          | 0          | -          | -          | 14   | 0    |
| フォレスタ・スチャヴァII | 合計      | 合計                                | 14         | 0          | 0          | 0          | -          | -          | 74   | 23   |
| フォレスタ・スチャヴァ   | 1998-99   | ディヴィジアB                       | 2          | 0          | 0          | 0          | -          | -          | 16   | 3    |
| フォレスタ・スチャヴァ   | 1999-2000 | ディヴィジアA                       | 15         | 0          | 0          | 0          | -          | -          | 15   | 0    |
| フォレスタ・スチャヴァ   | 2000-01   | ディヴィジアB                       | 11         | 2          | 0          | 0          | -          | -          | 11   | 2    |
| フォレスタ・スチャヴァ   | 合計      | 合計                                | 28         | 2          | 0          | 0          | -          | -          | 28   | 2    |
| グロリア・ブザウ (loan)  | 1998-99   | ディヴィジアB                       | 19         | 0          | 0          | 0          | -          | -          | 19   | 0    |
| グロリア・ブザウ (loan)  | 合計      | 合計                                | 19         | 0          | 0          | 0          | -          | -          | 19   | 0    |
| チャフラウル             | 2001-02   | ディヴィジアA                       | 9          | 0          | 0          | 0          | -          | -          | 9    | 0    |
| チャフラウル             | 2002-03   | ディヴィジアA                       | 23         | 2          | 0          | 0          | -          | -          | 23   | 2    |
| チャフラウル             | 2003-04   | ディヴィジアA                       | 13         | 0          | 0          | 0          | 2          | 1          | 15   | 1    |
| チャフラウル             | 合計      | 合計                                | 45         | 2          | 0          | 0          | 2          | 1          | 47   | 3    |
| バカウ                   | 2003-04   | ディヴィジアA                       | 12         | 0          | 0          | 0          | -          | -          | 12   | 0    |
| バカウ                   | 2004-05   | ディヴィジアA                       | 14         | 2          | 0          | 0          | -          | -          | 14   | 2    |
| バカウ                   | 合計      | 合計                                | 26         | 2          | 0          | 0          | -          | -          | 26   | 2    |
| ステアウア・ブカレスト   | 2004-05   | ディヴィジアA                       | 4          | 0          | 0          | 0          | 0          | 0          | 4    | 0    |
| ステアウア・ブカレスト   | 2005-06   | ディヴィジアA                       | 24         | 2          | 1          | 0          | 14         | 5          | 39   | 7    |
| ステアウア・ブカレスト   | 2006-07   | リーガ1                             | 28         | 1          | 3          | 0          | 11         | 0          | 42   | 1    |
| ステアウア・ブカレスト   | 2007-08   | リーガ1                             | 23         | 2          | 0          | 0          | 8          | 3          | 33   | 5    |
| ステアウア・ブカレスト   | 2008-09   | リーガ1                             | 27         | 1          | 0          | 0          | 7          | 1          | 34   | 1    |
| ステアウア・ブカレスト   | 2009-10   | リーガ1                             | 1          | 0          | 0          | 0          | 3          | 0          | 4    | 0    |
| ステアウア・ブカレスト   | 合計      | 合計                                | 107        | 6          | 4          | 0          | 43         | 9          | 154  | 15   |
| パレルモ                 | 2009-10   | セリエA                             | 14         | 0          | 0          | 0          | -          | -          | 14   | 0    |
| パレルモ                 | 2010-11   | セリエA                             | 16         | 1          | 3          | 0          | 3          | 0          | 22   | 1    |
| パレルモ                 | 合計      | 合計                                | 30         | 1          | 3          | 0          | 3          | 0          | 36   | 1    |
| レンジャーズ             | 2011-12   | スコティッシュ・プレミアリーグ      | 33         | 0          | 3          | 1          | 2          | 0          | 38   | 1    |
| レンジャーズ             | 2012-13   | フットボールリーグ・ディヴィジョン3 | 2          | 0          | 1          | 0          | -          | -          | 3    | 0    |
| レンジャーズ             | 合計      | 合計                                | 35         | 0          | 4          | 1          | 2          | 0          | 41   | 0    |
| スペツィア (loan)        | 2012-13   | セリエB                             | 26         | 2          | 0          | 0          | -          | -          | 26   | 2    |
| スペツィア (loan)        | 合計      | 合計                                | 26         | 2          | 0          | 0          | -          | -          | 26   | 2    |
| アステラス・トリポリス   | 2013-14   | ギリシャ・スーパーリーグ            | 29         | 1          | 2          | 0          | 1          | 0          | 32   | 1    |
| アステラス・トリポリス   | 2014-15   | ギリシャ・スーパーリーグ            | 27         | 1          | 3          | 1          | 9          | 1          | 39   | 1    |
| アステラス・トリポリス   | 2015-16   | ギリシャ・スーパーリーグ            | 13         | 0          | 2          | 0          | 3          | 0          | 18   | 0    |
| アステラス・トリポリス   | 合計      | 合計                                | 69         | 2          | 7          | 1          | 13         | 1          | 89   | 4    |
| 総通算                   | 総通算    | 総通算                              | 399        | 17         | 22         | 2          | 63         | 12         | 484  | 31   |

### 代表での成績
出典:
| ルーマニア代表 | ルーマニア代表 | ルーマニア代表 |
| 年             | 出場           | 得点           |
| -------------- | -------------- | -------------- |
| 2005           | 1              | 0              |
| 2006           | 5              | 1              |
| 2007           | 11             | 2              |
| 2008           | 9              | 2              |
| 2009           | 6              | 0              |
| 2010           | 4              | 0              |
| 2011           | 7              | 0              |
| 2012           | 7              | 0              |
| 2013           | 10             | 0              |
| 2014           | 1              | 0              |
| Total          | 61             | 5              |

#### 代表での得点
出典:
| #  | 開催日         | 開催地         | 対戦国     | スコア | 結果 | 大会                        |
| -- | -------------- | -------------- | ---------- | ------ | ---- | --------------------------- |
| 1. | 2006年10月7日  | ブカレスト     | ベラルーシ | 3-1    | 3-1  | UEFA EURO 2008予選          |
| 2. | 2007年9月12日  | ケルン         | ドイツ     | 0-1    | 3-1  | 親善試合                    |
| 3. | 2007年10月13日 | コンスタンツァ | オランダ   | 1-0    | 1-0  | UEFA EURO 2008予選          |
| 4. | 2008年10月11日 | コンスタンツァ | フランス   | 2-0    | 2-2  | 2010 FIFAワールドカップ予選 |
| 5. | 2008年11月19日 | ブカレスト     | ジョージア | 2-1    | 2-1  | 親善試合                    |

## タイトル
ステアウア・ブカレスト
- リーガ1 : 2004-05, 2005-06
- スーペルクパ・ロムニエイ : 2005-06